# アンネの日記 (1995年の映画)
『アンネの日記』（アンネのにっき、英題：The Diary of Anne Frank）は、1995年に劇場公開された日本のアニメーション映画作品。第二次世界大戦中、実在したユダヤ人少女アンネ・フランクが潜伏生活中に書き続け、今も世界中で読み継がれている『アンネの日記』をもとに製作された。財団法人日本ユニセフ協会推薦作品にもなっている。

## ストーリー
第二次世界大戦下のオランダ・アムステルダム。そこに暮らすユダヤ系の人々は、いつくるともしれぬ“反ユダヤ政策（ユダヤ人狩り）”の恐怖に脅えていた。そんな家族の一つ、フランク家の13歳の少女アンネの家族にも、ある日“呼び出し”がかかった。
その日のくることを予想していたアンネの父オットー・フランクは、あらかじめ用意してあった“隠れ家”へ家族を伴って移り住む。そこはとある事務所の屋根裏部屋。人目のある昼間は息を殺して過ごすような辛い生活の中でも、アンネは両親からもらった日記に希望を書き綴ることによって、その明るさを失わずに過ごしていたのだった。
しかし、隠れ家は発覚し、彼らは連行されてしまう。オットー以外は収容所で命を落とすことになる。

## キャスト
- アンネ・フランク：高橋玲奈
- オットー・フランク：加藤剛
- エーディット・フランク：樫山文枝
- マルゴー・フランク：田野聖子
- ペーター：草彅剛
- ファンダーン：坂上二郎
- デュッセル：滝田裕介
- ミープ：平淑恵
- ペトロネラ：黒柳徹子
- クレイマン：中吉卓郎
- ヨーピー：関田直美
- ケーシング先生：遠藤剛
- 八百屋の主人：武内亨

## スタッフ
- 企画 - 吉本尊則、荒木正也
- 原作 - アンネ・フランク（『アンネの日記 完全版』 深町眞理子訳 文藝春秋刊）
- 監督 - 永丘昭典
- 脚色 - 紺野八郎、ロジャー・パルバース
- 製作総指揮 - 古谷昭綱、安藤清、後藤亘、長瀬文男、大野茂
- 企画 - 吉本尊則、荒木正也
- 制作 - 荒木正也
- 製作捕 - 波多野美也子
- 絵コンテ・演出協力 - 平田敏夫、りんたろう、浅香守生
- オリジナルキャラクターデザイン - 窪詔之
- メカニックデザイン - 大原泰志
- 設計 - 荒木事務所
- 作画監督 - 兼森義則
- 美術監督 - 池田祐二
- 色彩設計 - 土田勇
- 色指定 - 工藤秀子
- 撮影監督 - 八巻磐
- 音楽 - マイケル・ナイマン
- 音響監督 - 本田保則
- プロデューサー - 丸山正雄、岩瀬安輝
- 制作 - マッドハウス
- 製作 - 「アンネの日記」製作委員会（TBS、文藝春秋、TOKYO FM、IMAGICA、博報堂）